# 聯合街車站 (BMT第四大道線)
聯合街車站（英語：Union Street station）是紐約地鐵BMT第四大道線的一個慢車地鐵站，位於紐約市布魯克林第四大道及聯合街，服務公園坡、格瓦納斯及卡羅花園，設有R線（任何時候停站）、D線（僅深夜停站）、N線（僅深夜停站）與W線（僅繁忙時段的尖峰方向停站）列車服務。

## 車站結構
| Ground | 街道     | 出入口 |
| 月台層 | 側式月台 | 側式月台 |
| 月台層 | 北行慢車 | ← 往森林小丘-71大道 (深夜時往白廳街-南碼頭) (大西洋大道-巴克萊中心) ← 深夜時往諾伍德-205街 (大西洋大道-巴克萊中心) ← 深夜時往阿斯托利亞-迪特馬斯林蔭路 (大西洋大道-巴克萊中心) ← 往阿斯托利亞-迪特馬斯林蔭路 (只限平日時段) (大西洋大道-巴克萊中心) |
| 月台層 | 北行快車 | ← 不停靠 |
| 月台層 | 南行快車 | → 不停靠 → |
| 月台層 | 南行慢車 | → 往灣脊區-95街 (第九街) → → 深夜時往康尼島-斯提威爾大道 (第九街) → → 往86街 (只限平日時段) (第九街) → |
| 月台層 | 側式月台 | |

此地下車站在1915年6月22日啟用，設有兩個側式月台和四條軌道。中央快車軌道在日間由D線和N線列車使用。慢車軌道與其有一黑白色簾牆分隔。

## 外部連結
- nycsubway.org—BMT 4th Avenue: Union Street
- The Subway Nut — Union Street Pictures （页面存档备份，存于）
- MTA's Arts For Transit — Union Street (BMT Fourth Avenue Line)
- Union Street entrance from Google Maps Street View （页面存档备份，存于）
- Platform from Google Maps Street View